# Utagawa Kunisada
En aquest nom japonès, el cognom és Utagawa.
Utagawa Kunisada (1786 – 1865) (japonès: 歌川国貞, també conegut com a Utagawa Toyokuni III 三代歌川豊国) va ser el dissenyador de xilografies ukiyo-e més popular, prolífic i financerament exitós del Japó en el segle xix. En la seva pròpia època, la seva reputació va sobrepassar de llarg la dels seus contemporanis Hokusai, Hiroshige i Kuniyoshi.

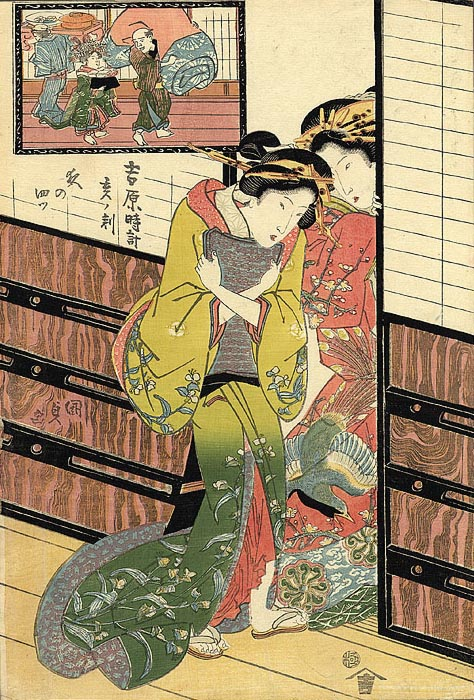
Les hores del Yoshiwara, circa 1818,
d'una primerenca sèrie bijin ben coneguda de Kunisada

## Avaluació de Kunisada en la història de l'art
Al final del període Edo (1600 – 1867), Hiroshige, Kuniyoshi i Kunisada eren els tres millors representants de la xilografia en color japonesa d'Edo (la capital del Japó, actualment Tòquio). Tanmateix, a Europa i a Amèrica a finals del segle xix i principis del XX, els col·leccionistes del gravat japonès consideraven aquests tres artistes d'una categoria inferior a la dels grans de l'ukiyo-e clàssic, i creien que havien contribuït considerablement a la caiguda d'aquell art. Per aquest motiu, alguns qualificaven la seva obra de “decadent”.
A partir dels anys 30 i 70 del segle xx, l'obra d'Hiroshige i Kuniyoshi, respectivament, va ser sotmesa a una reavaluació, i ara se'ls compta entre els mestres del seu art. Així, durant molt temps, només a Kunisada se li va negar el reconeixement que es mereix. Amb algunes excepcions, com ara els retrats d'actors (yakusha-e) i els retrats de dones boniques (bijinga) del començament de la seva carrera i algunes sèries de grans retrats dels caps dels actors cap al final, es considerava que només havia fet obres menors. No va ser fins a principis dels 90, amb la publicació de la ressenya de Jan van Doesburg sobre el desenvolupament artístic de Kunisada, i l'extens estudi de Sebastian Izzard sobre la seva obra, que aquest panorama no va començar a canviar, revelant més clarament Kunisada com un dels "gegants" del gravat japonès.

## Biografia

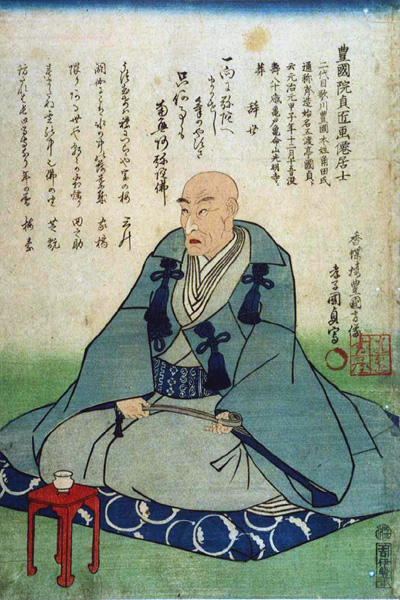
Xilografia amb el retrat d'Utagawa Kunisada a l'edat de 80 anys, datat el gener del 1865. Aquest retrat commemoratiu va ser dissenyat pel seu alumne principal, Kunisada II, i és una de les poques imatges conegudes de Kunisada, ja que era de l'època prèvia a la fotografia al Japó

Tot i que no se saben gaires detalls de la vida de Kunisada, sí que n'hi ha alguns fets ben establerts. Va néixer el 1786 a Honjo, un districte oriental d'Edo. El seu nom d'origen era Sumida Shōgorō IX (角田庄五朗), i també se l'anomenava Sumida Shōzō (角田庄蔵). La seva família era propietària d'un petit servei de transbordador (ferri) hereditari i autoritzat, i els ingressos derivats d'aquest negoci proporcionaven una certa seguretat financera bàsica. El seu pare, un poeta aficionat d'un cert renom, va morir l'any següent de néixer Kunisada. Mentre creixia mig orfe, sembla que va desenvolupar un talent precoç per a la pintura i el dibuix.
Els seus primers esbossos d'aleshores van impressionar Toyokuni, el gran mestre de l'escola Utagawa i prominent dissenyador de gravats d'actors kabuki. L'any 1800 o poc després, Kunisada va ser acceptat per Toyokuni I com a aprenent al seu taller. Llavors, mantenint la tradició japonesa de les relacions mestre-aprenent, se li va donar el nom artístic oficial de “KUNI-sada”, el primer caràcter del qual venia de la segona part del nom “Toyo-KUNI”.
El seu primer gravat conegut està datat l'any 1807, tot i que sembla que va ser un disseny excepcional, i els seus altres gravats a mida natural només apareixen a partir del 1809 i 1810. Tanmateix, el 1808 ja havia començat a treballar com a il·lustrador d'ehon (llibres il·lustrats de xilografies) i la seva popularitat anava creixent ràpidament. El 1809, els seus contemporanis el tenien per l'atracció estrella de l'escola Utagawa, i ben poc després se'l va considerar com a no menys que igual que el seu mestre Toyokuni en el camp de la il·lustració de llibres.
Els primers retrats d'actors de Kunisada van aparèixer el 1808 o 1809. Se sap que el 1809 van aparèixer simultàniament la seva primera sèrie bijinga i una sèrie de pentíptics que mostraven escenes d'Edo. Cap al 1813, ja era una estrella en la constel·lació del món artístic d'Edo (una llista contemporània dels artistes d'ukiyo-e més importants el situen en segon lloc, darrere de Toyokuni I), i fins a la seva mort a principis de 1865, Kunisada no va deixar de ser un dels “marcadors de tendència” de la xilografia japonesa.
Aproximadament a partir del 1810, Kunisada va fer servir el nom d'estudi “Gototei”, que es refereix crípticament al negoci del ferri del seu pare. Fins al 1842, aquesta firma apareixia en gairebé tots els seus dissenys del kabuki. Cap al 1825, va aparèixer el nom d'estudi “Kochoro”, i el va usar sovint en els gravats que no estaven relacionats amb el kabuki. Aquest nom derivava d'una combinació del pseudònim del mestre pintor Hanabusa Itcho i el del seu successor Hanabusa Ikkei, amb qui Kunisada havia estudiat un nou estil de pintura cap al 1824 o 1825.
El 1844, finalment, va adoptar el nom del seu mestre Toyokuni I, i durant un poc de temps va fer servir la signatura “Kunisada, que ha passat a ser Toyokuni II". A partir del 1844–1845, tots els seus gravats estan signats “Toyokuni” (de vegades, amb l'addició d'altres noms d'estudi com a prefixos, com ara “Kochoro” i “Ichiyosai”). Tot i que Kunisada es referia a si mateix com a “Toyokuni II”, se l'ha de comptar, però, com a “Toyokuni III”. No està resolta la qüestió de per què va ignorar intencionadament el fet que Toyoshige (deixeble i gendre de Toyokuni I) havia assumit el nom de “Toyokuni” com a cap legítim de l'escola Utagawa des del 1825 fins a la seva mort, el 1835.
La data de la mort de Kunisada va ser el 15è dia del 12è mes del primer any de Genji. La majoria de fonts diuen erròniament que va ser l'any 1864. De fet, aquesta data del calendari xinès/japonès correspon al 12 de gener del 1865 del nostre calendari occidental. Kunisada va morir al mateix barri en què havia nascut.

## Activitat artística

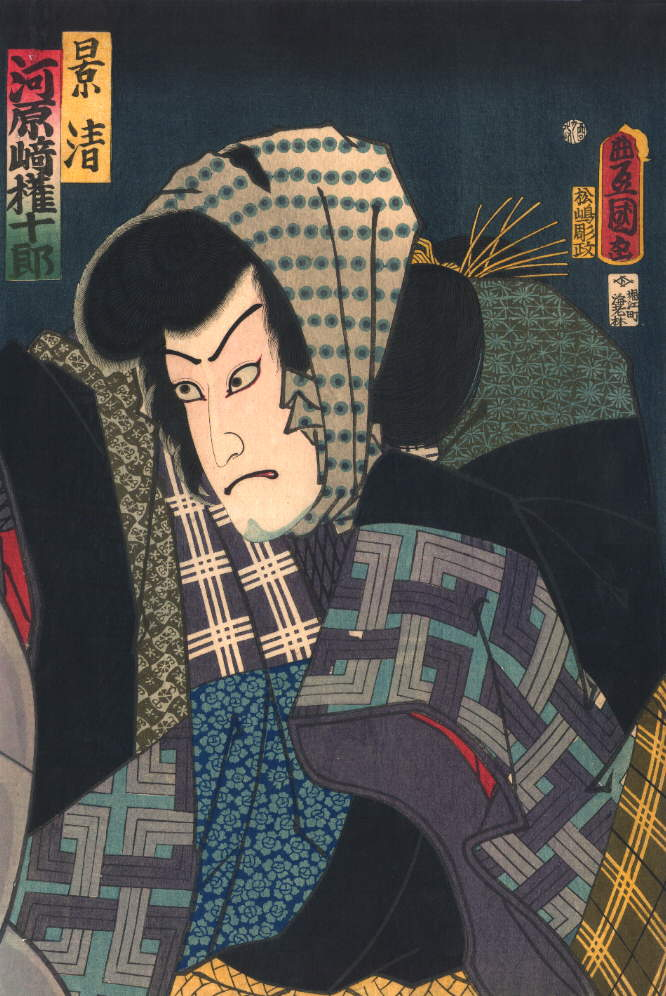
Retrat de l'actor kabuki Kawarazaki Gonjuro I, fet per Kunisada el 1861

Gairebé des del primer dia de la seva activitat, i fins i tot en l'època de la seva mort a principis del 1865, Kunisada va ser un marcador de tendències en l'art de la xilografia japonesa. Sempre a l'avantguarda del seu temps, i a to amb els gustos del públic, contínuament desenvolupava el seu estil, el qual de vegades canviava dràsticament, i no s'adheria a les restriccions estilístiques marcades per cap dels seus contemporanis.
La seva productivitat va ser extraordinària. En el moment d'escriure això, s'han catalogat aproximadament 14.500 dissenys individuals (els tríptics o conjunts de més parts compten com un sol disseny), que es corresponen a més de 22.500 fulls individuals. Segons aquestes xifres, sembla probable que Kunisada realment va produir entre 20.000 i 25.000 dissenys per a xilografies durant la seva vida (i.e. de 35.000 a 40.000 fulls individuals).

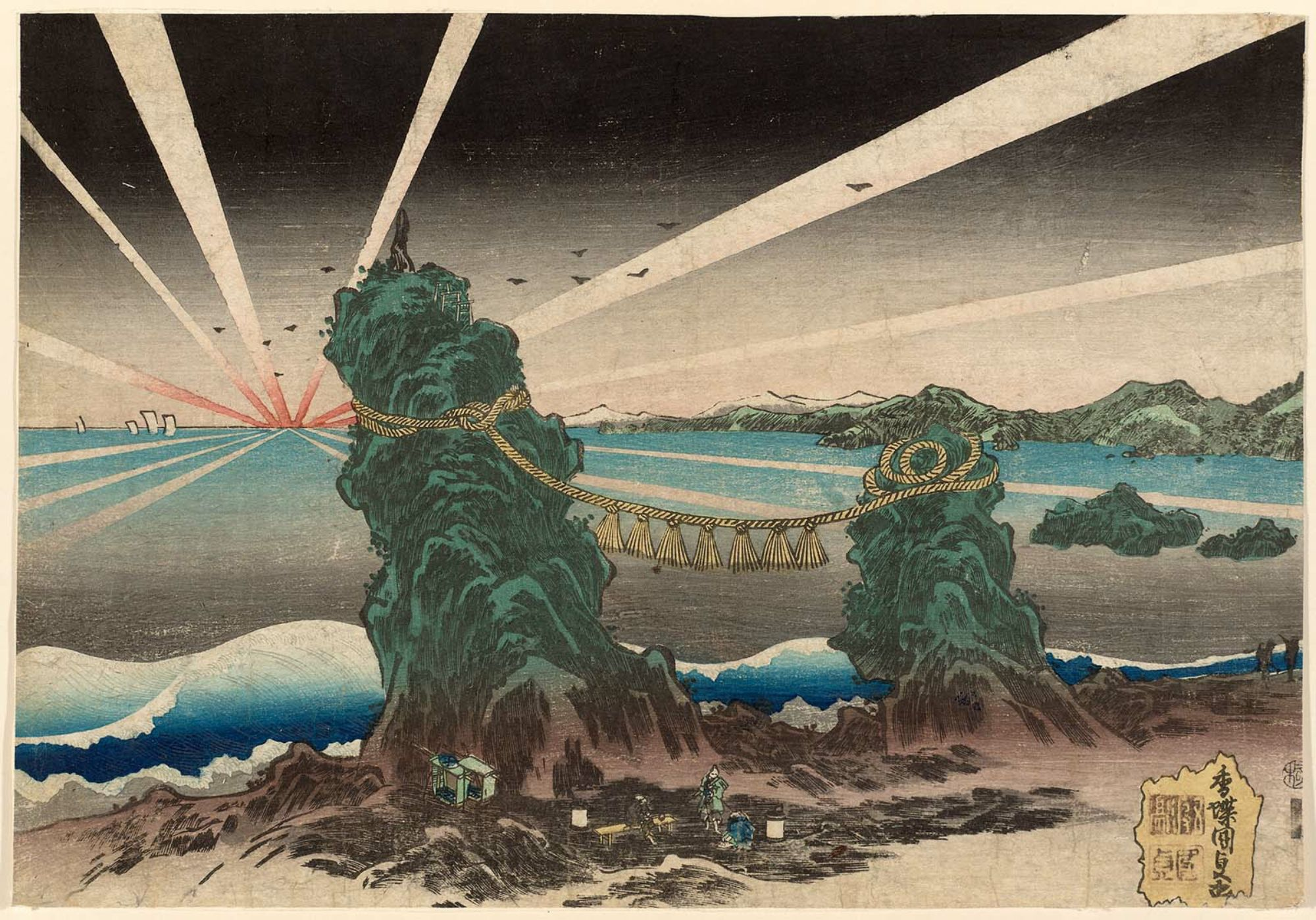
Alba a Futamigaura, gravat amb paisatge marítim de Kunisada, c. 1830

Seguint el patró tradicional de l'escola Utagawa, la principal dedicació de Kunisada van ser els gravats d'actors kabuki, i cap al 60% de tots els seus dissenys entren en aquesta categoria. Tanmateix, també va ser molt actiu en el camp dels gravats bijin (un 15% de la seva obra completa), dels quals en va fer molts més que qualsevol altre artista de l'època. De la mateixa manera, del 1820 al 1860, va dominar el mercat dels retrats de lluitadors de sumo. Durant molt de temps (1835–1850), va tenir un monopoli gairebé total en el gènere dels gravats genji; no va ser fins al 1850 que altres artistes no van començar a produir dissenys similars. També digne d'atenció és el nombre dels seus surimono (luxosos gravats privats fets per encàrrec), tot i que els va dissenyar gairebé tots abans del 1844; pocs artistes van ser més coneguts en aquest camp. 

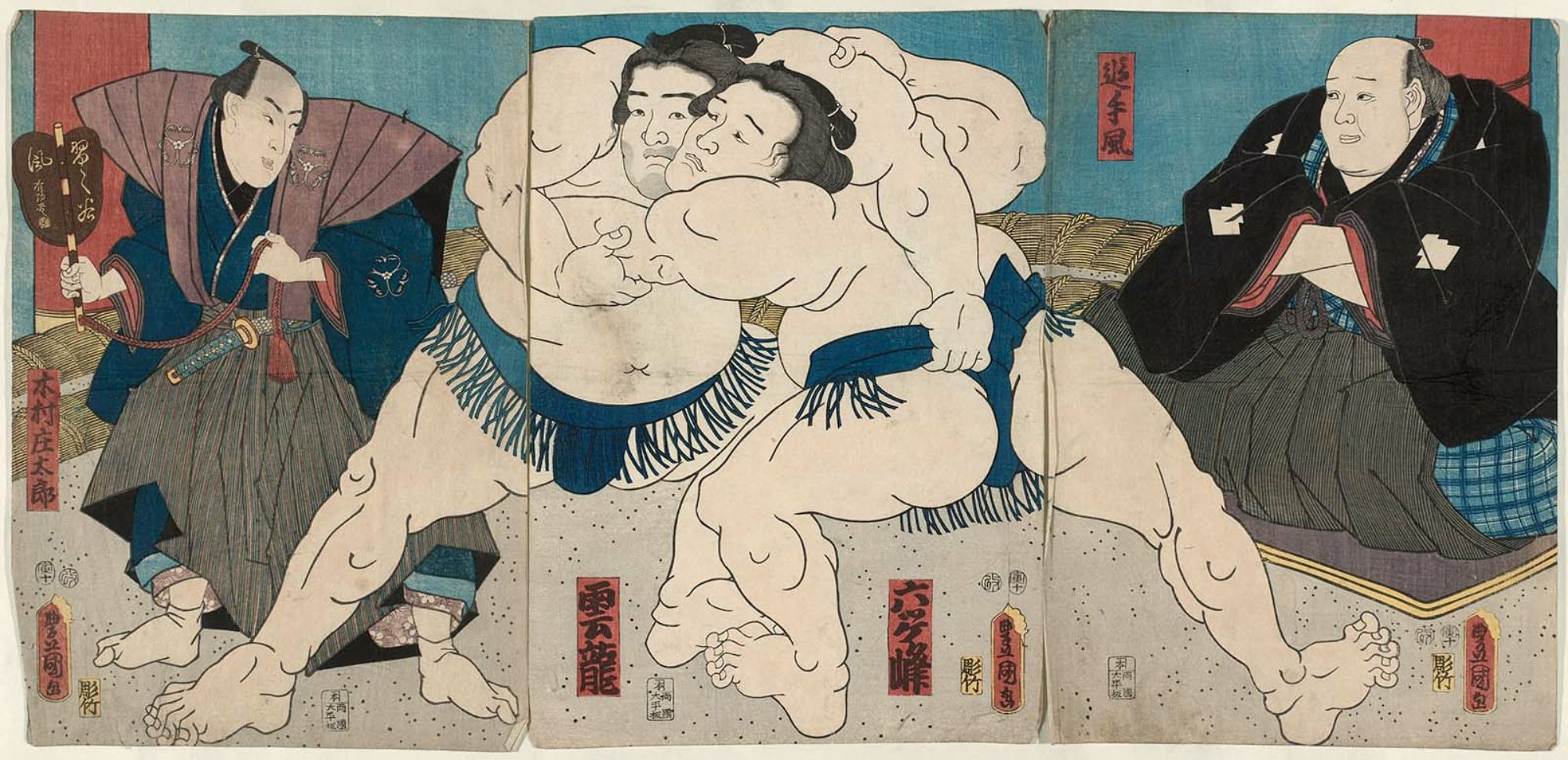
Escena de lluita sumo, conjunt tríptic de tres gravats de Kunisada, c. 1851

Les pintures de Kunisada, que eren encàrrecs privats, són poc conegudes, però es poden comparar amb les d'altres mestres de la pintura ukiyo-e. La seva activitat com a il·lustrador de llibres també està molt inexplorada. Òbviament, no va ser menys productiu en el camp dels ehon (llibres il·lustrats) que en el dels gravats a mida natural, però manca una bona investigació en aquest camp. Notables entre els seus gravats de llibre, són les representacions shunga, que van aparèixer en moltíssims llibres, però a causa de la censura, només signava a la pàgina del títol amb el seu àlies “Matahei”. 

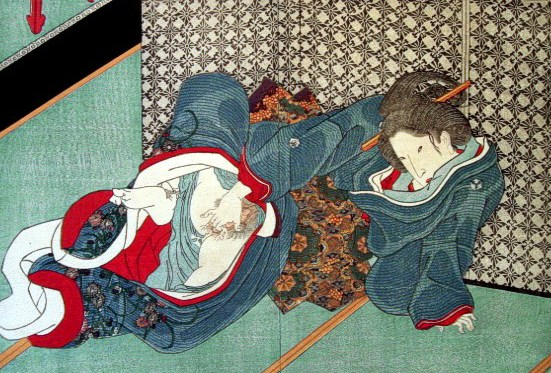
Shunga (gravat eròtic) de Kunisada

Els gravats de paisatges i els musha-e (gravats de guerrers samurais) de Kunisada són rars, i només es coneixen uns 100 dissenys de cadascun d'aquests gèneres. Va deixar que aquests dos camps, els cobrissin els seus contemporanis Hiroshige i Kuniyoshi, respectivament.
La segona meitat de la dècada del 1840 i els principis de la del 1850 va ser un període d'expansió i les xilografies van gaudir d'una gran demanda al Japó. Durant aquella època, Kunisada va col·laborar amb Hiroshige i Kuniyoshi (de vegades per separat i de vegades amb tots dos alhora) en tres grans sèries i en una certa quantitat de projectes més petits. El que cal destacar aquí és que aquesta cooperació, en gran part, va ser motivada políticament per a demostrar solidaritat en contra de les intensificades normes de censura de les reformes Tenpo. També a partir de mitjan dècada del 1850, hi ha sèries en què algunes parts dels dissenys (i de vegades fulls complets) estan signats per alumnes de Kunisada; això es feia amb la intenció de promoure la seva feina com a artistes individuals. Alumnes notables de Kunisada van ser Toyohara Kunichika, Utagawa Sadahide, Utagawa Kunimasu i Utagawa Kunisada II.